# Odair Titica
Odair dos Santos, mais conhecido como Odair Titica ou simplesmente Odair (Santos, 7 de dezembro de 1925 — Santos, 7 de maio de 1996) foi um futebolista brasileiro, que atuava como atacante.
É o décimo quarto artilheiro do Santos Futebol Clube, com 135 gols.

## Carreira
Na infância, Odair vendia jornais nas ruas do centro da cidade. Começou a jogar bola nos campos de várzea de Santos jogando pelo Lanús, time inspirado no homônimo argentino.
Foi agregado às categorias de base do Santos FC em 1940, onde permaneceu durante três anos, antes de profissionalizar-se pelo clube. Pelo juvenil, conquistou o título de tricampeão paulista, nos anos de 1940, 1941 e 1942.
Tinha 17 anos quando estreou na equipe principal, em 23 de junho de 1943, no amistoso contra o combinado Portuguesa Santista/Jabaquara, no Estádio Urbano Caldeira. Nos dois anos seguintes, disputou 26 jogos e marcou apenas quatro gols e não conseguiu se firmar na equipe principal.
Se tornaria o artilheiro máximo do Santos de 1948 a 1951, marcando 100 gols neste período. Em 16 de setembro de 1950, marca o gol nº 3.000 da história do clube, na goleada por 4 a 1 contra o Nacional, pelo Campeonato Paulista de 1950. Em 1951, teve o seu melhor desempenho com a camisa do Santos, marcando 35 gols em 50 jogos.
Permaneceu no Peixe até abril de 1952, quando se transferiu para o Palmeiras em 1º de maio de 1952. Em 225 jogos com a camisa do Santos marcou 135 gols.
Em pouco menos de dois anos, foi emprestado à Ferroviária, de Araraquara, onde jogou apenas oito jogos – com dois gols marcados.
Encerrou sua carreira no Jabaquara.
Depois de encerrada a carreira, Odair trabalhou na estiva do Porto de Santos.

### Títulos[2]
Santos
- Taça Cidade de Santos: 1948

- Taça das Taças: 1948
- Taça Cidade de São Paulo: 1949
- Torneio Quadrangular de Belo Horizonte: 1951

Individuais
- Artilheiro do ano no Santos Futebol Clube: 1948, 1949, 1950, 1951